# 弗洛朗·马卢达
弗洛朗·马卢达（法語：Florent Malouda，1980年6月13日—），是一名法國前足球運動員，司職翼鋒。

## 球會
馬路達出生於屬於法國，位處南美洲的法屬圭亞那，後來獲邀加盟法國聯賽。早年他主要是在法國一些低組別球會效力，包括乙組的沙托魯和甘岡。他除了負責進攻外還能擔任防守工作。其中在甘岡時上陣92場入15球，這使法甲大球會里昂斟介了他。
自2003年起加盟里昂後，馬路達已在球會打出名堂。里昂自2001年起已連贏五屆法甲聯賽冠軍，其中2004、2005、2006三屆馬盧達都有份協助。他穩佔一個左翼鋒位置，跟一眾攻擊球員如小儒尼尼奥等能有效合作。而最令人印象深刻的比賽，則是一次對皇家馬德里的歐聯比賽取得關鍵入球，助里昂淘汰皇馬。
2006-07年球季時馬盧達已表明欲到其他巨型班球會效力，而當時也受到如英超曼聯和利物浦的斟介。但球季結束後，馬盧達於2007年7月10日宣佈以1350萬英鎊轉會費，加盟車路士。
2007-08年球季馬路達起先以正選姿態上陣，曾取得一個入球，惟及後常受傷患困擾，出場次數漸減。外界紛紛質疑馬盧達能否成功立足於英超。
2008-09球季後半段，馬路達表現突飛猛進，頻頻入球及助攻。包括在足總盃決賽中助攻杜奧巴頂入扳平比數的一球及一脚由横梁弹入门线内的远射（因裁判误判无效），協助車路士最終以2-1擊敗愛華頓，捧走足總盃。
2012年，隨著多名球員加盟，馬路達沒有在進入英超比賽球員註冊名單中，更沒有入選2012-2013年歐洲聯賽冠軍盃比賽名單中，更被逐出一線隊訓練，被迫與U-21球員一起操練。
2013年6月30日與車路士約滿，馬路達乃於同年7月17日與土耳其球會特拉布宗簽下兩年合約。
2014年9月12日，馬路達在国外7年后回到法甲，與梅斯签约。

## 國家隊
馬盧達憑著在里昂的出色表現，2004年起已開始代表法國國家隊出賽，首場乃對波蘭的比賽。到了2006年世界盃他已在正選陣容中，以精彩表現為法國隊殺入決賽，最終得到亞軍。在2008年歐洲國家盃後，馬盧達因公開批抨主帥，所以失去了正選。到2012年參與該屆歐洲國家盃後，也再沒進入法國國家隊。
2017年，馬盧達決定代表自己出生的地方法屬圭亞那出戰美洲金盃，但中北美足聯由於沿用國際足聯「禁止一個球員為兩支足協代表隊出戰」的規則，因此裁定馬盧達不能為法屬圭亞那上陣。但法屬圭亞那並未理會，在對陣洪都拉斯的比賽中依然派馬盧達上場。賽後中北美足聯裁定：因法屬圭亞那派出不合資格球員，以0-0結束的比賽改以0-3判洪都拉斯勝出。事後馬盧達以「法屬圭亞那並非國際足聯成員」為由，向國際體育仲裁院提出上訴。2018年4月19日，國際體育仲裁院駁回了馬盧達的上訴。

## 榮譽
球會
里昂
- 法甲：2003-04、2004-05、2005-06、2006-07
- 法國超級盃：2004年、2005年、2006年

車路士
- 英超：2009-10年
- 英格蘭足總盃：2009年
- 英格蘭社區盾：2009年
- 歐聯：2012年

## 外部連結
- 馬盧達個人數據 （页面存档备份，存于）